# Džaramáná
Džaramáná je město na jihu Sýrie. Administrativně je součástí damašského guvernorátu v oblasti Ghúta. Leží 3 km od Damašku. Žije zde přibližně 114 tisíc obyvatel hlásících se převážně ke křesťanskému a drúzskému náboženství.

## Historie
Džaramánu navštívil na počátku 13. století syrský geograf Jakút al-Hamawí ar-Rúmí a ve svých spisech poznamenal, že je město součástí damašské oblasti.
Na konci roku 2012 neokonzervativní Institut pro studium války uvedl, že se zde nacházejí lidové výbory (místní sebeobranné milice vytvořené na obranu komunit před ozbrojenými extremisty) a provládní síly, které úzce spolupracují s vládními silami. 29. října a 28. listopadu 2012 došlo v městě k bombovým útokům, při kterých zahynulo více než 100 civilních obyvatel včetně několika iráckých a palestinských uprchlíků.

## Demografické údaje
V roce 2003 po vypuknutí války v Iráku emigrovali do Džaramánu Iráčané, kteří zvýšili počet obyvatel z původních přibližně 100 000 na více než 250 000. Podle oficiálního sčítání lidu v roce 2004 zde žilo 114 363 obyvatel.
Nedaleko města se nachází také palestinský uprchlický tábor nesoucí stejný název Džaramáná a je častým útočištěm iráckých a syrských křesťanských uprchlíků prchajících ze svých politicky nestabilních zemí. V říjnu 2006 asyrská křesťanská komunita v Džaramánu získala kněze z Mosulu. Kněz, Arkan Hana Hakim, tvrdí, že v samotném městě je nyní na 2000 syrských a iráckých uprchlíků.